# Alexander Ecker
Johann Alexander Ecker (ur. 10 lipca 1816 we Fryburgu Bryzgowijskim, zm. 20 maja 1887 tamże) – niemiecki anatom, fizjolog i antropolog. Studiował medycynę na Uniwersytecie we Fryburgu, w 1840 został prosektorem. Od 1841 wykładał na Uniwersytecie w Heidelbergu. W 1844 został profesorem zwyczajnym na Uniwersytecie w Bazylei, a w 1850 we Fryburgu.
Zajmował się m.in. neuroanatomią, badał powstawanie szczelin i zakrętów mózgu płodu.

## Prace
- Zur Lehre vom Bau und Leben der contractilen Substanz der niedersten Thiere. 1848
- Die Hirnwindungen des Menschen: nach eigenen Untersuchungen; insbesondere über die Entwicklung derselben beim Fötus und mit Rücksicht auf das Bedürfniss der Ärzte. Braunschweig: Vieweg, 1869
- Die Anatomie des Frosches: ein Handbuch für Physiologen, Ärzte und Studierende. Braunschweig: Vieweg, 1864